# Guillermo Villalobos
Guillermo Villalobos Alfaro (ur. 7 czerwca 2001 w San Rafael de Escazú) – kostarykański piłkarz występujący na pozycji środkowego lub prawego obrońcy lub defensywnego pomocnika, od 2023 roku zawodnik Alajuelense.